# Білз (місячний кратер)
Кратер Білз (лат. Beals) — ударний кратер у східного лімбу видимого боку Місяця. Назву кратеру дано на честь канадського астронома Карлайла Сміта Білза (жив і творив у 1899—1979 роках) і затверджено Міжнародним астрономічним союзом у 1982 році.

## Опис кратера

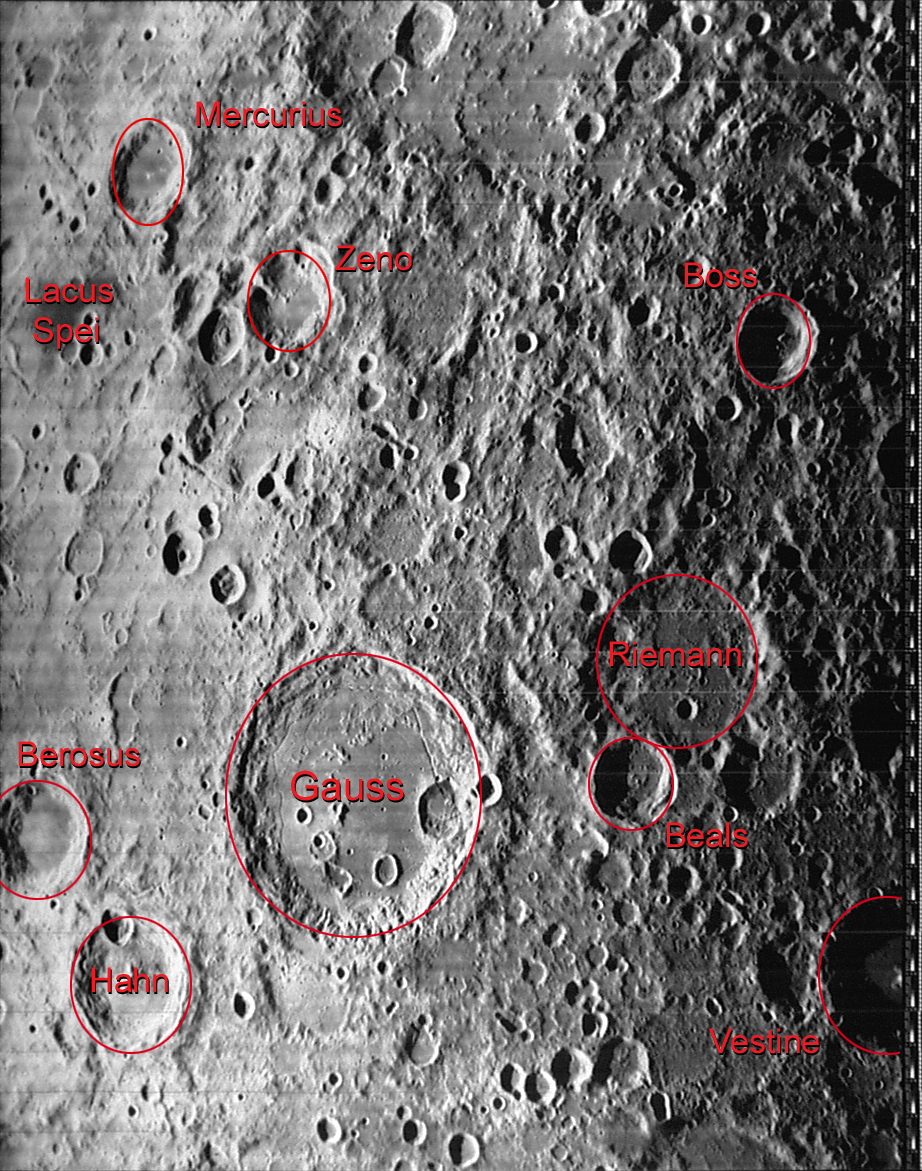
Околиці кратера Білз. Знімок зонда Lunar Orbiter-IV.

Найближчими сусідами кратера є кратер Гаус, що розташовано на заході; кратер Ріман — на північному сході, вал якого частково перекритий кратером Білз, а також кратер Вестін на південному сході. Селенографічні координати центру кратера — 37°07′ пн. ш. 86°35′ сх. д. / 37.11° пн. ш. 86.58° сх. д., діаметр — 53 км, глибина — 3150 м.
Вал кратера незначною мірою зруйнований, сліди істотних імпактів по периметру кратера відсутні. Висота валу над навколишньою місцевістю становить близько 1100 м, об'єм ж кратера — приблизно 1800 км3. Південна частина валу має неправильну форму. У чаші кратера є кілька вузьких невисоких хребтів.
До отримання власного найменування в 1982 році кратер мав позначення Ріман А (у системі позначень про сателітних кратерів, розташованих у околицях кратера, що має власне найменування).
Сателітні кратери відсутні.